# Liste der Baudenkmale in Lübbenau/Spreewald
In der Liste der Baudenkmale in Lübbenau/Spreewald sind alle Baudenkmale der brandenburgischen Stadt Lübbenau/Spreewald (Lubnjow/Błota) und ihrer Ortsteile aufgelistet. Grundlage ist die Veröffentlichung der Landesdenkmalliste mit dem Stand vom 31. Dezember 2020. Die Bodendenkmale sind in der Liste der Bodendenkmale in Lübbenau/Spreewald aufgeführt.

## Baudenkmale in den Ortsteilen
In den Spalten befinden sich folgende Informationen:
- ID-Nr.: Die Nummer wird vom Brandenburgischen Landesamt für Denkmalpflege vergeben. Ein Link hinter der Nummer führt zum Eintrag über das Denkmal in der Denkmaldatenbank. In dieser Spalte kann sich zusätzlich das Wort Wikidata befinden, der entsprechende Link führt zu Angaben zu diesem Denkmal bei Wikidata.
- Lage: die Adresse des Denkmales und die geographischen Koordinaten. Link zu einem Kartenansichtstool, um Koordinaten zu setzen. In der Kartenansicht sind Denkmale ohne Koordinaten mit einem roten beziehungsweise orangen Marker dargestellt und können in der Karte gesetzt werden. Denkmale ohne Bild sind mit einem blauen bzw. roten Marker gekennzeichnet, Denkmale mit Bild mit einem grünen beziehungsweise orangen Marker.
- Bezeichnung: Bezeichnung in den offiziellen Listen des Brandenburgischen Landesamtes für Denkmalpflege. Ein Link hinter der Bezeichnung führt zum Wikipedia-Artikel über das Denkmal.
- Beschreibung: die Beschreibung des Denkmales
- Bild: ein Bild des Denkmales und gegebenenfalls einen Link zu weiteren Fotos des Baudenkmals im Medienarchiv Wikimedia Commons

### Bischdorf(Wótšowc)
| ID-Nr.            | Lage              | Bezeichnung | Beschreibung | Bild           |
| ----------------- | ----------------- | ----------- | --- | -------------- |
| 09120032 Wikidata | Dorfstraße (Lage) | Dorfkirche  | Die evangelische Kirche wurde wahrscheinlich im 14. Jahrhundert aus Feldsteinen erbaut. Um 1900 wurde der quadratische Westturm hinzugefügt, dabei wurde auch die Kirche umgebaut. Die Bretterdecke, die Empore und die Orgel stammen ebenfalls aus der Zeit um 1900. Der Altaraufsatz stammt aus dem Jahr 1713, die Kanzel mit Pfarrstuhl aus dem Jahr 1712. | weitere Bilder |

### Boblitz(Bobolce)
| ID-Nr.            | Lage         | Bezeichnung                            | Beschreibung | Bild           |
| ----------------- | ------------ | -------------------------------------- | --- | -------------- |
| 09120037 Wikidata | B 115 (Lage) | Preußischer Meilenstein, bei km 116,34 | Die Straße ist von der B 115 auf die Landstraße 49 heruntergestuft worden. Der Meilenstein steht an der südlichen Straßenseite. Die Schriften lautet: „Berlin 110 km / → / Cottbus 25 km / ←“. | weitere Bilder |

### Groß Beuchow(Buchow)
| ID-Nr.            | Lage                            | Bezeichnung                                                | Beschreibung | Bild                               |
| ----------------- | ------------------------------- | ---------------------------------------------------------- | --- | ---------------------------------- |
| 09120058 Wikidata | Beuchower Hauptstraße 10 (Lage) | Landwarenhaus                                              | | weitere Bilder                     |
| 09120505 Wikidata | Beuchower Hauptstraße 15 (Lage) | Gutsverwalterhaus (heute Wohnhaus)                         | Das Inspektorenhaus auf der Nordseite der Straße wurde zum Ende des 19. Jahrhunderts erbaut. Der massive eingeschossige Klinkerbau hat neun Achsen und wird von einem Satteldach abgeschlossen. | Gutsverwalterhaus (heute Wohnhaus) |
| 09120056 Wikidata | Beuchower Hauptstraße 18 (Lage) | Jagdhaus mit Nebengebäude (alte Kirche) und Verbindungsbau | Das ehemalige Jagdhaus wurde von 1746 bis 1747 erbaut. Davor stand hier ein Herrenhaus. Es ist ein neunachsiges Haus mit einem Mansardwalmdach. Rechts und links befinden sich zweiachsige Anbauten. Auf der Rückseite befindet sich ein Seitenflügel, der das Haus mit der ehemaligen Kirche verbindet. Die ehemalige Kirche wurde wahrscheinlich im 14. Jahrhundert erbaut, allerdings bereits vor 1574 als Kirche aufgegeben. | weitere Bilder                     |

### Hindenberg(Želnjojce)
| ID-Nr.            | Lage             | Bezeichnung | Beschreibung | Bild           |
| ----------------- | ---------------- | ----------- | --- | -------------- |
| 09120063 Wikidata | Dorfplatz (Lage) | Dorfkirche  | Die Kirche wurde 1841 gebaut, nachdem der im 15. Jahrhundert errichtete Vorgängerbau durch einen Brand zerstört worden war. Im Jahr 1888 erfolgte der Anbau des Westturms. Die spätklassizistische Kirche hat rundbogige Fenster und Türen und ein flaches Satteldach, der Turm einen Spitzhelm. Die Ausstattung stammt aus dem 18. und 19. Jahrhundert, die Orgel wurde 1890 von Albert Kienscherf gebaut. | weitere Bilder |

### Kaupen(Kupy)
| ID-Nr.            | Lage              | Bezeichnung                                                 | Beschreibung | Bild           |
| ----------------- | ----------------- | ----------------------------------------------------------- | --- | -------------- |
| 09120106 Wikidata | Kaupen 6/7 (Lage) | Gehöft                                                      | eingeschossiges Gebäude in der ersten Hälfte des 19. Jahrhunderts erbaut | Gehöft         |
| 09120107 Wikidata | Kaupen 8 (Lage)   | Gehöft, bestehend aus Wohnhaus und drei Wirtschaftsgebäuden | Das eingeschossige Wohnhaus sowie Stall und Scheune jeweils mit Satteldach wurden in der ersten Hälfte des 19. Jahrhunderts erbaut. Das Wohnhaus wurde den 1870er Jahren umgebaut. Sie sind Blockbohlenbaue. Das eingeschossige Wirtschaftsgebäude wurde um 1900 massiv in Ziegelbauweise errichtet. | weitere Bilder |
| 09120108 Wikidata | Kaupen 9 (Lage)   | Gehöft                                                      | eingeschossiges Fachwerkgebäude, 1904 erbaut | BW             |
| 09120109 Wikidata | Kaupen 9a (Lage)  | Gehöft                                                      | eingeschossiges Gebäude mit Satteldach, in Blockbau und Umgebindebauweise 1935 erbaut | BW             |
| 09120110 Wikidata | Kaupen 10 (Lage)  | Gehöft                                                      | eingeschossiges Gebäude mit Satteldach, 1911 erbaut | Gehöft         |

### Krimnitz(Kśimnice)
| ID-Nr.            | Lage   | Bezeichnung             | Beschreibung | Bild           |
| ----------------- | ------ | ----------------------- | ------------ | -------------- |
| 09120112 Wikidata | (Lage) | Preußischer Meilenstein | datiert 1844 | weitere Bilder |

### Lehde(Lědy)
| ID-Nr.            | Lage                      | Bezeichnung                                                 | Beschreibung | Bild           |
| ----------------- | ------------------------- | ----------------------------------------------------------- | --- | -------------- |
| 09120105 Wikidata | (Lage)                    | Spreewald-Dorf Lehde/Lědy                                   | geschützte Dorfanlage | weitere Bilder |
| 09120352 Wikidata | An der Giglitza 1a (Lage) | Freilandmuseum                                              | Das Freilandmuseum wurde Mitte der 1950er-Jahre gegründet. Es zeigt Gebäude aus dem Spreewald des 19. Jahrhunderts. Es werden drei Höfe gezeigt: der Hof Lehde, der Hof Burg und der Hof Randgebiet, aus dem Spreerandgebiet. | weitere Bilder |
| 09120500 Wikidata | An der Dolzke 11a (Lage)  | Wirtschaftsgebäude                                          | | BW             |
| 09120298 Wikidata | An der Giglitza 3b (Lage) | Logierhaus                                                  | Das Haus wurde um 1900 erbaut. | weitere Bilder |
| 09120316 Wikidata | An der Grobla 5 (Lage)    | Wohnhaus                                                    | | BW             |
| 09120335 Wikidata | Dorfstraße 5 (Lage)       | Wohnhaus                                                    | | weitere Bilder |
| 09120441 Wikidata | Dorfstraße 7 (Lage)       | Gehöft, bestehend aus Wohnhaus und drei Wirtschaftsgebäuden | | weitere Bilder |

### Leipe(Lipje)
| ID-Nr.            | Lage                        | Bezeichnung                                                                   | Beschreibung | Bild           |
| ----------------- | --------------------------- | ----------------------------------------------------------------------------- | ------------ | -------------- |
| 09120152 Wikidata | (Lage)                      | „Pohlenz-Schänke“, Wohn- und Gasthaus mit Saal, Gartenveranda und Kahnanleger |              | BW             |
| 09120376 Wikidata | Leiper Dorfstraße 35 (Lage) | Gehöft, bestehend aus Wohnhaus und zwei Wirtschaftsgebäuden                   |              | weitere Bilder |

### Lübbenau/Spreewald(Lubnjow/Błota)
| ID-Nr.            | Lage                                                        | Bezeichnung | Beschreibung | Bild |
| ----------------- | ----------------------------------------------------------- | --- | --- | --- |
| 09120076 Wikidata | (Lage)                                                      | Ensemble Marktplatz (Ehm-Welk-Straße vom Schlossbezirk bis zum Topfmarkt)                                                                         | | Ensemble Marktplatz (Ehm-Welk-Straße vom Schlossbezirk bis zum Topfmarkt)                                                                         |
| 09120098 Wikidata | (Lage)                                                      | Postsäule | Die Postsäule wurde im Jahr 1741 aufgestellt. | weitere Bilder |
| 09120347 Wikidata | Bahnhofstraße (Lage)                                        | Bahnhof Lübbenau mit Empfangsgebäude, Lokomotivschuppen und Drehscheibe, Wasserturm sowie Portalkran über Achssenke                               | | weitere Bilder |
| 09120405 Wikidata | Brauhausgasse 9 (Lage)                                      | Wohnhaus | | Wohnhaus |
| 09120085 Wikidata | Dammstraße 1 (Lage)                                         | Wohnhaus | | Wohnhaus |
| 09120476 Wikidata | Dammstraße 17 (Lage)                                        | Wohnhaus mit zwei Hofgebäuden und Einfriedung | | Wohnhaus mit zwei Hofgebäuden und Einfriedung |
| 09120479 Wikidata | Dammstraße 18 (Lage)                                        | Wohnhaus mit zwei Hofgebäuden und Hofpflasterung                                                                                                  | | weitere Bilder |
| 09120088 Wikidata | Dammstraße 36 (Lage)                                        | Wohnhaus | Das Haus wurde von 1905 bis 1906 im Jugendstil erbaut. | weitere Bilder |
| 09120367 Wikidata | Dammstraße 77 (Lage)                                        | Gasthaus „Zum grünen Strand der Spree“ | Das Gasthaus wurde am 22. September 1879 von Heinrich Moshake eröffnet. In der DDR wurde es von der Handelsorganisation übernommen und nach der Wende wieder privatisiert. Seit 2006 wird das Gasthaus von Jörg Schwerdtner betrieben. Das Gebäude ist ein verputzter Mauerwerksbau. | weitere Bilder |
| 09120276 Wikidata | Dammstraße 81 (Lage)                                        | Wohnhaus und Hofgebäude mit Schuppen, Hofpflasterung sowie Einfriedung                                                                            | | weitere Bilder |
| 09120398 Wikidata | Ehm-Welk-Straße 5 (Lage)                                    | Wohnhaus | | Wohnhaus |
| 09120399 Wikidata | Ehm-Welk-Straße 6 (Lage)                                    | Wohnhaus | | Wohnhaus |
| 09120082 Wikidata | Ehm-Welk-Straße 15 (Lage)                                   | Wohnhaus | | weitere Bilder |
| 09120083 Wikidata | Ehm-Welk-Straße 17 (Lage)                                   | Wohnhaus | | weitere Bilder |
| 09120084 Wikidata | Ehm-Welk-Straße 19 (Lage)                                   | Wohnhaus | | Wohnhaus |
| 09120288 Wikidata | Ehm-Welk-Straße 24 (Lage)                                   | Wohnhaus | Das Haus wurde 1774 errichtet. Ursprünglich war das Haus verputzt, das Fachwerk wurde mit der Renovierung im Jahre 2000 freigelegt. Heute ist das Haus ein Geschäftshaus und ein Wohnhaus. | weitere Bilder |
| 09120101 Wikidata | Ehm-Welk-Straße 34 (Lage)                                   | Wohnhaus | Ehemaliges Wohnhaus von Erich Rinka. | Wohnhaus |
| 09120385 Wikidata | Ehm-Welk-Straße 37 (Lage)                                   | Wohnhaus | Das Fachwerkhaus ist am Giebel mit „Anno 1713“ datiert. Das Kreuztraggewölbe im Keller wird sogar auf die Zeit zwischen 1620 und 1650 datiert. Damit dürfte das Haus das vermutlich älteste erhaltene Gebäude in Lübbenau sein. Es wurde in der Vergangenheit als Zollstation, Kolonialwarenladen und Schuhgeschäft genutzt. 2011 erfolgte eine grundlegende Sanierung. | weitere Bilder |
| 09120151 Wikidata | Ehm-Welk-Straße 38 (Lage)                                   | Wohn- und Geschäftshaus, ehemaliges Hotel „Zum Deutschen Haus“                                                                                    | | weitere Bilder |
| 09120256 Wikidata | Ehm-Welk-Straße 44 (Lage)                                   | Apotheke und Wohnhaus mit Hofgebäude, Hofpflasterung und Einfriedung                                                                              | | Apotheke und Wohnhaus mit Hofgebäude, Hofpflasterung und Einfriedung                                                                              |
| 09120495 Wikidata | Färbergasse 8 (Lage)                                        | Wohnhaus mit Neben- und Wirtschaftsgebäude sowie Einfriedung                                                                                      | | Wohnhaus mit Neben- und Wirtschaftsgebäude sowie Einfriedung                                                                                      |
| 09120087 Wikidata | Fischerstraße 5 (Lage)                                      | Wohnhaus | | weitere Bilder |
| 09120099 Wikidata | Karl-Marx-Straße 3 (Lage)                                   | Ehemalige Druckerei Scharf | | weitere Bilder |
| 09120089 Wikidata | Karl-Marx-Straße 10 (Lage)                                  | Wohnhaus | | Wohnhaus |
| 09120090 Wikidata | Karl-Marx-Straße 34 (Lage)                                  | Wohnhaus | | weitere Bilder |
| 09120093 Wikidata | Karl-Marx-Straße 76 (Lage)                                  | Wohnhaus | | Wohnhaus |
| 09120622 Wikidata | Karl-Marx-Straße 91 (Lage)                                  | Wohnhaus | | Wohnhaus |
| 09120094 Wikidata | Karl-Marx-Straße 93 (Lage)                                  | Wohnhaus | | Wohnhaus |
| 09120283 Wikidata | Karl-Marx-Straße 96 (Lage)                                  | Wohnhaus | | weitere Bilder |
| 09120077 Wikidata | Kirchplatz (Lage)                                           | Stadtkirche | Die Stadtkirche wurde von 1738 bis 1741 im Stil des Barock errichtet. Es ist ein Saalbau mit einem quadratischen Westturm. Das Innere ist einheitlich im Stil des Rokoko ausgestattet. An den Längsseiten befinden sich doppelstöckige Emporen, die Westempore ist eingeschossig. Der Orgelprospekt auf der Westempore stammt aus der Zeit von 1841 bis 1743 und wurde von J. J. Köpler erstellt. Altar und Kanzel sind aus dem Jahr 1741. An der Südseite des Chores befindet sich ein Wandepitaph für Moritz Carl zu Lynar. | weitere Bilder |
| 09120086 Wikidata | Lange Straße 14 (Lage)                                      | Wohnhaus | | Wohnhaus |
| 09120326 Wikidata | Max-Plessner-Straße 4 (Lage)                                | Amalien-Stift | | Amalien-Stift |
| 09120104 Wikidata | Mittelstraße 3 (Lage)                                       | Wohnhaus mit Wirtschaftsgebäude und Hofbefestigung                                                                                                | Das Fachwerkhaus wurde 1790 erbaut. | weitere Bilder |
| 09120102 Wikidata | Poststraße/Paul-Fahlisch-Straße (Lage)                      | Ehrenmal für die Opfer des Faschismus (OdF) | | weitere Bilder |
| 09120095 Wikidata | Poststraße 4a, 4b, 5, 29a, Straße des Aufbaus 1a-13b (Lage) | Wohnanlage Poststraße, Straße des Aufbaus mit Schule                                                                                              | | weitere Bilder |
| 09120325 Wikidata | Poststraße 8 (Lage)                                         | Postamt | | weitere Bilder |
| 09120397 Wikidata | Poststraße 29a (Lage)                                       | Schule (heute Jenaplan) | Die Schule ist die ehemalige Lenin-Oberschule. | weitere Bilder |
| 09120078 Wikidata | Schlossbezirk 4, 5, 6, 8 (Lage)                             | Schlossbezirk mit Schloss, Kanzlei, Marstall („Efeuhaus“), Orangerie, Wirtschaftshof, Park und Schlossgärtnerei                                   | Das Schloss ist heute ein Hotel. Ursprünglich stand hier eine Wasserburg, diese wurde um 1600 in ein Schloss im Stil der Renaissance umgebaut. Das jetzige Schloss entstand im klassizistischen Stil von 1817 bis 1820. Das „Efeuhaus“ ist ein zweigeschossiger Bau mit 18 Achsen an der Längsseite und drei Achsen an der Querseite. | weitere Bilder |
| 09120297 Wikidata | Schulstraße (Lage)                                          | Wohnhaus (Standesamt) und Schmiede | | BW |
| 09120411 Wikidata | Schulstraße 9 (Lage)                                        | Schule, heute Verwaltungsgebäude und Informationszentrum des Biosphärenreservats Spreewald („Haus für Mensch und Natur“)                          | | weitere Bilder |
| 09120327 Wikidata | Spreestraße 12 (Lage)                                       | Spritzenhaus | | weitere Bilder |
| 09120096 Wikidata | Straße des Friedens (Lage)                                  | Ehemalige Friedhofskapelle | | weitere Bilder |
| 09120100 Wikidata | Straße des Friedens (Lage)                                  | Sowjetischer Ehrenfriedhof | Hier liegen 170 sowjetische Soldaten, 161 sind namentlich bekannt, die direkt nach dem Zweiten Weltkrieg gestorben sind. | Sowjetischer Ehrenfriedhof |
| 09120580 Wikidata | Straße des Friedens (Lage)                                  | Kirche St. Maria Verkündigung | | weitere Bilder |
| 09120336 Wikidata | Stennewitz 14 (Lage)                                        | Wohnhaus | | BW |
| 09120315 Wikidata | Stennewitz 40 (Lage)                                        | Wohnhaus | 2016 abgerissen | BW |
| 09120080 Wikidata | Topfmarkt 7 (Lage)                                          | Wohnhaus | | weitere Bilder |
| 09120286 Wikidata | Topfmarkt 10 (Lage)                                         | Wohn- und Geschäftshaus | | Wohn- und Geschäftshaus |
| 09120337 Wikidata | Topfmarkt 12 (Lage)                                         | Spreewaldbahn-Tenderlokomotive „Lübben“, Bauart 1'Cn2t und kombinierter Gepäck- und Personenwagen, Betr.-Nr. 903-201, im Spreewaldmuseum Lübbenau | Die Lok befindet sich im Spreewaldmuseum. Sie wurde im Jahr 1897 konstruiert, der dazugehörige Eisenbahnwaggon ist aus dem Jahr 1909. | Spreewaldbahn-Tenderlokomotive „Lübben“, Bauart 1'Cn2t und kombinierter Gepäck- und Personenwagen, Betr.-Nr. 903-201, im Spreewaldmuseum Lübbenau |
| 09120079 Wikidata | Topfmarkt 12 (Lage)                                         | Gerichtsgebäude (heute Spreewaldmuseum) | Das Gebäude wurde 1850 als Rathaus, Gericht und Gefängnis der Stadt errichtet. Es beherbergt im 21. Jahrhundert das Spreewald-Museum Lübbenaus. Im Torbogen hängt der linke Unterkieferknochen eines Grönlandwals. | weitere Bilder |
| 09120097 Wikidata | Wotschofskaweg 1 (Lage)                                     | Gaststätte Wotschofska | Die Wotschofska ist eine Insel im Spreewald. Auf ihr befindet sich eine gleichnamige Gaststätte, die zu den Ausflugszielen der Region gehört. | weitere Bilder |

### Ragow(Rogow)
| ID-Nr.            | Lage                        | Bezeichnung | Beschreibung | Bild           |
| ----------------- | --------------------------- | ----------- | --- | -------------- |
| 09120123 Wikidata | Berliner Chaussee 10 (Lage) | Wohnhaus    | eingeschossiges dreiachsiges Wohnhaus mit Satteldach; Fachwerk und Klinker, Datierung erste Hälfte 19. Jahrhundert | weitere Bilder |

### Zerkwitz(Cerkwica)
| ID-Nr.            | Lage                      | Bezeichnung          | Beschreibung | Bild           |
| ----------------- | ------------------------- | -------------------- | --- | -------------- |
| 09120113 Wikidata | Hauptstraße 15 (Lage)     | Dorfkirche           | Die jetzige Dorfkirche wurde 1770 an Stelle einer im Jahr 1769 abgerissenen mittelalterlichen Kirche errichtet. Das Gebäude weist einen rechteckigen Grundriss auf, ist außen klassizistisch und im Inneren spätbarock gestaltet. Im Jahr 1788 wurde die heute noch bestehende zweigeschossige Empore in Form eines Hufeisens errichtet. 1841 wurde der an der westlichen Seite befindliche Kirchturm errichtet. | weitere Bilder |
| 09120260 Wikidata | Luckauer Straße 15 (Lage) | Alte und neue Schule | Das frühere Küsterhaus wurde 1770 als Fachwerkbau errichtet, im Jahr 1870 wurde das Schulgebäude um den Ziegelanbau erweitert. Im Februar 2023 erwarb die Stadt Lübbenau das Gebäude. Diese plant den Umbau des Schulhauses zu einem Gemeindehaus. | weitere Bilder |

## Ehemalige Baudenkmale
| ID-Nr.            | Lage                                          | Bezeichnung | Beschreibung                                     | Bild     |
| ----------------- | --------------------------------------------- | ----------- | ------------------------------------------------ | -------- |
| 09120092 Wikidata | Lübbenau/Spreewald Karl-Marx-Straße 62 (Lage) | Wohnhaus    | Das Gebäude wurde aus der Denkmalliste entfernt. | Wohnhaus |